# Kempnyia auberti
Kempnyia auberti är en bäcksländeart som beskrevs av Froehlich 1996. Kempnyia auberti ingår i släktet Kempnyia och familjen jättebäcksländor. Inga underarter finns listade i Catalogue of Life.